# 波特 (內布拉斯加州)
波特（英語：Dalton）是位於美國內布拉斯加州夏延縣的村。

## 人口
根據2020年美國人口普查的數據，波特的面積為3.73平方千米，皆為陸地。當地共有人口342人，而人口密度為每平方千米92人。